# Eneremius mendax
Eneremius mendax är en insektsart som först beskrevs av Heinrich Hugo Karny 1910.  Eneremius mendax ingår i släktet Eneremius och familjen Lithidiidae. Inga underarter finns listade i Catalogue of Life.